# Indra Ové
Indra Ové (Londra, 27 settembre 1968) è un'attrice inglese, di cinema, teatro e televisione.
È figlia del regista Horace Ové, originario del Trinidad.
Ha debuttato al cinema nel 1994 nel film Intervista col vampiro.
Ha preso parte in altri film, serie televisive e spettacoli teatrali, tra cui i più noti Resident Evil, Othello (1995) ed è apparsa nello spin-off della serie Scuola di streghe, in cui ha interpretato il ruolo di Miss Nightingale.
È sposata con il direttore della fotografia Oliver Loncraine.

## Filmografia parziale

### Cinema
- Intervista col vampiro (Interview with the Vampire: The Vampire Chronicles), regia di Neil Jordan (1994)
- Othello, regia di Oliver Parker (1995)
- Il quinto elemento (Le cinquième élément), regia di Luc Besson (1997)
- Resident Evil, regia di Paul W. S. Anderson (2002)
- Le forze del destino (It's All About Love), regia di Thomas Vinterberg (2003)
- My One and Only, regia di Richard Loncraine (2009)
- Ricomincio da noi (Finding Your Feet), regia di Richard Loncraine (2017)
- Star Wars - L'ascesa di Skywalker (Star Wars: Episode IX - The Rise of Skywalker), regia di J. J. Abrams (2019)

### Televisione
- Desmond's - serie TV, 1 episodio (1992)
- The Chief - serie TV, 1 episodio (1994)
- Casualty - serie TV, 2 episodi (1996-2011)
- Bugs - Le spie senza volto (Bugs) - serie TV, 1 episodio (1999)
- Cleopatra - miniserie TV, 2 episodi (1999)
- Holby City - serie TV, 10 episodi (2003-2015)
- L'ispettore Barnaby (Midsomer Murders) - serie TV, episodio 11x03 (2008)
- A.D. - La Bibbia continua (A.D.: The Bible Continues) - miniserie TV, 1 episodio (2015)
- Doctors - serie TV, 4 episodi (2003-2016)
- Marcella - serie TV, 1 episodio (2018)
- Delitti in Paradiso (Death in Paradise) - serie TV, episodi 8x05-8x06 (2019)
- Good Omens - miniserie TV, 1 episodio (2019)
- Flack – serie TV, 1 episodio (2019)
- Sex Education - serie TV, 8 episodi (2021-2023)
- Suspicion – serie TV, episodi 1x04-1x07 (2022)
- The Acolyte - La seguace (The Acolyte) – serie TV, episodio 1x04 (2024)